# Burt Bacharach
Burt Freeman Bacharach (12. maj 1928 – 8. februar 2023) var en amerikansk komponist, sangskriver, pladeproducer og pianist, som bredt anses for at være en af de mest betydningsfulde og indflydelsesrige personer inden for 1900-tallets popmusik. Fra 1950’erne og frem komponerede han hundredvis af popsange, mange i samarbejde med tekstforfatteren Hal David. Bacharachs musik er kendetegnet ved usædvanlige akkordprogressioner og skiftende takter, påvirket af hans baggrund i jazz, og et utraditionelt valg af instrumenter i små orkestre. Han arrangerede, dirigerede og producerede størstedelen af sin indspillede musik.
Mere end 1.000 forskellige kunstnere har indspillet Bacharachs sange. Fra 1961 til 1972 blev størstedelen af Bacharach og Davids hits skrevet specifikt til og opført af Dionne Warwick, men tidligere samarbejder (fra 1957 til 1963) omfattede også kunstnere som Marty Robbins, Perry Como, Gene McDaniels og Jerry Butler. Efter succesen med disse samarbejder skrev Bacharach hits til blandt andre Gene Pitney, Cilla Black, Dusty Springfield, Tom Jones og B. J. Thomas.
Bacharach skrev 52 amerikanske Top 40-hits. Blandt dem, der nåede toppen af Billboard Hot 100, er: "This Guy's in Love with You" (Herb Alpert, 1968), "Raindrops Keep Fallin' on My Head" (Thomas, 1969), "(They Long to Be) Close to You" (the Carpenters, 1970), "Arthur's Theme (Best That You Can Do)" (Christopher Cross, 1981), "That's What Friends Are For" (Warwick, 1986) og "On My Own" (Carole Bayer Sager, 1986). Hans hædersbevisninger inkluderer seks Grammy Awards, tre Oscar-statuetter og en Emmy Award.
Bacharach beskrives af forfatteren William Farina som "en komponist, hvis hæderkronede navn kan forbindes med næsten enhver anden fremtrædende musiker fra hans æra"; i senere år blev hans sange genbrugt til soundtracks i store spillefilm, og "hyldester, samlinger og genoplivninger fandtes overalt". Som en væsentlig skikkelse inden for easy listening påvirkede han senere musikalske strømninger som chamber pop og Shibuya-kei. I 2015 placerede Rolling Stone Bacharach og David som nummer 32 på listen over "100 Greatest Songwriters of All Time". I 2012 modtog duoen Library of Congress’ Gershwin Prize for Populærmusik – første gang denne ære blev tildelt et sangskriverteam.

## Biografi
Bacharach studerede musik på universiteter og konservatorier i Montreal, New York City og Santa Barbara. I 1950'erne og tidligt i 1960'erne ernærede han sig som pianist, orkesterleder og arrangør for Marlene Dietrich, som han også turnerede med.
Han havde i 1957 mødt Hal David, som han snart begyndte et partnerskab med omkring musikken. Allerede samme år fik parret deres gennembrud med sangen The Story of My Life, der blev nummer 1 på country-hitlisten i USA med Marty Robbins. Succesen fortsatte med sange til Perry Como og Johnny Mathis. I 1962 mødte parret Dionne Warwick, der kom til at blive tæt forbundet med Bacharach og David, idet hun fik næsten 40 hits, der enten var skrevet af parret eller produceret af Bacharach.
I løbet af 1960'erne opnåede Bacharach stjernestatus som komponist af popmelodier, og blandt de kunstnere, der nød godt af hans kompositioner, kan nævnes The Beatles, Aretha Franklin, Tom Jones, Dusty Springfield, The Drifters og Jackie DeShannon. Men flere af hans melodier blev også indspillet i versioner inden for andre genrer, f.eks. jazz (bl.a. Stan Getz) og rock (ved bl.a. Mannfred Mann).
Snart blev der også bud efter Bacharach som filmkomponist, og han skrev musik til flere film, ofte med sange, der blev hits i sig selv som Raindrops Keep Fallin' on My Head fra Butch Cassidy and the Sundance Kid.
I 1970'erne skiftede popmusikken karakter, og Bacharach og David forsøgte sig med at lave en musical baseret på filmen Tabte horisonter, men dette blev en fiasko, og parret skiltes med gensidige sagsanlæg. Bacharach forsøgte så med flere andre projekter, der heller ikke satte sig varige spor.
I starten af 1980'erne var han blevet skilt fra Angie Dickinson, men mødte i stedet tekstforfatteren Carol Bayer Sager, som han dels blev gift med, dels startede et professionelt samarbejde med, og også på det punkt vendte lykken for ham. Det blev til flere hits, hvoraf det største var That's What Friends Are For, der i 1985 blev et giganthit for Dionne Warwick, som han her for første gang i henved 15 år igen samarbejdede med. Dette skete også siden, blandt andet ved store koncerter i løbet af 1990'erne, hvor Bacharach fungerede som orkesterleder.
Efterhånden fik hans musik også nye momenter, der viste, at han var kommet videre fra de store år i 1960'erne. Samtidig tog unge kunstnere hans gamle melodier op igen, så han efter nogle svære år, særligt i 1970'erne, genvandt sin status som en af populærmusikkens helt store skikkelser.

## Andre optrædener
Fra tid til anden lavede Burt Bacharach tv-shows med en række gæstesolister. Han skrev musik til tv-serier og indspillede film i form af cameo-roller. Særlig kendt er de tre Austin Powers-komedier, og i de senere år brugte han til sine koncerter et klip herfra, hvor Mike Myers i titelrollen udbryder: "Mine damer og herrer, hr. Burt Bacharach!"

## Diskografi

### Sange
Bacharach har skrevet et utal af melodier, der er blevet hits, herunder (kendteste indspilninger i parentes):
- Baby It's You (The Shirelles 1961, The Beatles 1963)
- Anyone Who Had a Heart (Dionne Warwick 1963, Dusty Springfield 1964, Luther Vandross 1986)
- Close to You (Richard Chamberlain 1963, Warwick 1965, The Carpenters 1970)
- Wishin' and Hoping (Warwick 1963, Springfield 1964)
- Walk on By (Warwick 1964, Isaac Hayes 1970, The Stranglers 1978)
- What the World Needs Now Is Love (Jackie DeShannon 1965)
- What's New Pussycat? (Tom Jones 1965)
- Alfie (Cilla Black 1966, Cher 1966, Warwick 1967)
- I Say A Little Prayer (Warwick 1967, Aretha Franklin 1968)
- This Guy's in Love with You (Herb Alpert & the Tijuana Brass 1968)
- Do You Know the Way to San Jose? (Warwick 1968)
- Raindrops Keep Fallin' on My Head (B.J. Thomas 1969, Johnny Mathis 1969)
- I'll Never Fall in Love Again (Warwick 1969, Bobbie Gentry 1969)
- That's What Friends Are For (Rod Stewart 1982, Warwick 1985)

### Produktion

#### For Marlene Dietrich
- Live at the Café de Paris (1954)
- Dietrich in Rio (1959)[14][15]
- Wiedersehen mit Marlene (1960)[16]
- Dietrich in London (1964)[17]
- Мари = Marie–Marie (1964)[18]

#### For Neil Diamond
- Heartlight (1982)[19][20]
- Primitive (1984)
- Headed for the Future (1986)

#### For Dionne Warwick
- Reservations for Two (1987)
- Friends Can Be Lovers (1993)[19][21]

#### For Carole Bayer Sager
- Sometimes Late at Night (1981)

#### For Roberta Flack
- I'm the One (1982)[19]

#### For Patti LaBelle
- Winner in You (1986)[19]

#### For Natalie Cole
- Everlasting (1987)

#### For Ray Parker Jr.
- After Dark (1987)

#### For Barbra Streisand
- Till I Loved You (1988)[22]

#### For Aretha Franklin
- What You See Is What You Sweat (1991)

#### For Carly Simon
- Christmas Is Almost Here (2002)[23]

#### For Ronan Keating
- When Ronan Met Burt (2011)[24][25]

#### For Elvis Costello
- Look Now (2018)[26]